# Insula Banana (Qatar)
Insula Banana (în arabă جزيرة الموز) este o mică insulă în Qatar. Teritoriul său este în formă de semilună și este situat în largul coastei capitalei Doha. Este o insulă naturală în Golful Persic. Banana Island Resort Doha de Anantara a fost construit acolo.
Insula acoperă 13 hectarei (0,13 km2; 32 acri) și are propriul port și recife. Întreaga structură a fost finalizată până în 2015. Are vegetație diversă, cum ar fi palmieri și grădini și facilități de lux pentru turiști.